# فرجام‌شناسی
آخرت‌شناسی یا معادشناسی یا علم آخرالزمان (به انگلیسی: Eschatology) بخشی از الهیات، فلسفه، و آینده‌شناسی است که به مسائلی می‌پردازد که رویداد نهایی تاریخ، یا سرنوشت نهایی بشر تصور می‌شوند، و معمولاً از آن تحت عنوان پایان تاریخ یاد می‌شود. این شاخه دانش با علوم متفاوتی از جمله اقتصاد، سیاست، اقتصاد_پولی و … تعامل دارد.
در بسیاری از ادیان سنتی (ابراهیمی و غیر ابراهیمی) نظیر مسیحیت، یهودیت، اسلام، زرتشت، بودائیزم و هندوئیزم از آن به عنوان یک رویداد واقعی آتی یاد می‌شود که در متون مقدس یا افسانه‌های اجدادی بشارت داده شده‌است.

## در مزدیسنا
در آیین زرتشتی سوشیانس ظهور خواهد کرد.

## در مسیحیت
به نوشته کتاب عهد جدید، آخر زمان با بازگشت مسیح آغاز می‌شود. مسیح به هنگام عروج به پیروانش قول داد که بازمی‌گردد و با بازگشت او تمامی رنج‌ها پایان خواهد یافت. به باور مسیحیان او برای داوری در مورد زندگان و مردگان باز خواهد گشت.

## در اسلام
شخصیت‌های اصلی: سلیمان، ذوالقرنین، یاجوج و ماجوج، دابة الارض، دجال مسیح دروغین، المهدی، عیسی.
وقایع اصلی: نشستن جسد بر تخت سلیمان، آزاد شدن جسد (دجال)، پکس جوداییکا، اتمام مأموریت دجال، آمدن المهدی، آمدن عیسی. به باور مسلمانان شیعه و سنی، پس از آمدن مهدی که توسط او خلافت اسلامی به‌طور کامل بازیابی گشته و متحد می‌گردند، عیسی پسر مریم مسیح واقعی، در زمانی که خدا مشخص نموده به دنیا باز خواهند گشت. عیسی پس از نبرد با دجال و شکست او و سپس شکست یاجوج و ماجوج، سرزمین مقدس را آزاد نموده و صلح را برقرار می‌کند. اما قبل از آمدن مهدی و عیسی فرد دیگری بنام دجال مسیح دروغین یا المسیح الدجال ظهور خواهد نمود که خود را مسیح موعود یهودیان معرفی خواهد نمود و یهودیان را متقاعد خواهد کرد که او مسیح واقعی بوده و دوران طلایی یهود بازگشته است.
موضوع علم آخرالزمان در اسلام به‌طور سنتی در کتب قدما تحت عناوینی چون «باب الفتن» یا بعضا «اشراط الساعة» بررسی شده‌است. اگر چه در قرآن به‌طور مستقیم در آیات محکمات و با نام، به دجال اشاره ای نشده، اما شخصیت‌های دیگری چون یاجوج و ماجوج و دابة الارض در قرآن ذکر شده که در متن و زمینه علم آخرالزمان بررسی می‌گردند. به علاوه که احادیث بیشماری و در حد تواتر دربارهٔ دجال و المهدی در کتب سنی و شیعه وجود داشته و آمدن عیسی نیز در قرآن اشاره شده‌است. البته دانشمندان پیشقراول مدرن در این حیطه معتقدند از آیات متشابهات حتی می‌توان نکات بیشتری نیز دربارهٔ آخرالزمان کسب نمود.

برخی شروع علم آخرالزمان اسلامی را در مرحله اول، از آیه ۹۴ سوره کهف و آیات ۹۵ و ۹۶ سوره انبیاء که در آنها به یاجوج و ماجوج اشاره شده دانسته‌اند. و در مرحله دوم واقعه مشهور آمدن جبرئیل در شمایل یک انسان و سوالاتی که از پیامبر می‌پرسد. و پس از اینها احادیثی چون بودن دجال به مدت ۴۰ روز در دنیا، یک روز مانند یک سال و یک روز یک ماه و یک روز یک هفته و باقی روزها مانند روزهای معمولی، و همچنین روایت مشهور ۱۰ نشانه اصلی. البته به عقیده دانشمندان متاخر در این حیطه، جسد نشسته بر تخت سلیمان نیز دجال می‌باشد که سعی در بدست گرفتن پادشاهی او داشته و به دلیل شرارت او بود که سلیمان آن دعا را نمود که در قران ذکر شده‌است.
اسلام تأکید ویژه‌ای بر موضوع فرجام‌شناسی دارد، نه‌تنها به خاطر اینکه خود را آخرین دین آسمانی می‌داند، بلکه به خاطر اینکه سیر تاریخ را با معنی و انسان را در قبال اعمالش مسئول می‌داند. محققان امروزی معتقدند فرجام‌شناسی اسلامی به این موضوع اشاره دارد که سرانجام تاریخ با پیروزی حق بر تمام رقیبان باطل پایان می‌یابد که در متون دینی (احادیث و آیات متشابهه قرآن) نشانه‌هایی برای آن دوران که آخرالزمان نام گرفته ذکر شده‌است. سپس از آنجا که قرآن بر حتمی بودن رستاخیز، حسابرسی در روز قیامت، و جدا شدن ابدی نیکوکاران از بدکاران تأکید دارد. در روز قیامت مردم بر اساس اعتقادشان به خدا، قبول وحی نازل‌شده، و کارهایشان قضاوت خواهند شد که این همان قیامت یا پایان جهان مادی بوده که طبق عقاید اسلامی هیچ‌کس از آن اطلاعی ندارد. . مرحله‌ای بینابین به نام برزخ نیز توسط مفسران متأخر در نظر گرفته می‌شود.